# Kavinsky
Pour les articles homonymes, voir Belorgey.
Ne doit pas être confondu avec Kaminsky.
Kavinsky (parfois stylisé KΔVINϟKY), de son vrai nom Vincent Belorgey, né le 31 juillet 1975, est un artiste de musique électronique et un acteur français. Kavinsky a été comparé à divers artistes de la scène électro, notamment Daft Punk, et a lui-même inspiré de nombreux artistes, comme Perturbator ou encore Carpenter Brut. Il a obtenu la reconnaissance du grand public après que sa chanson Nightcall a été remarquée dans la BO du film Drive en 2011.

## Biographie

### Jeunesse
Élève moyen, il apprend le piano dans une MJC de quartier, pour guérir de son addiction à la série japonaise X-Or, sur un melodica puis sur un synthé Casio et une boîte à rythmes 808. Il redouble sa quatrième et sa seconde, et rejoint un lycée spécialisé où il décroche un brevet de technicien dessinateur maquettiste. Il grandit avec Quentin Dupieux, dit Mr.Oizo. Rugbyman, il travaille au service courrier de Manpower, aux Mercuriales, les « Twin Towers » de Bagnolet, rejoint le service client de SFR puis peint des figurines chez un fabricant de baby-foot et devient manutentionnaire au Centre commercial Bel Est (Auchan) (Gallieni). Il découvre la musique électronique durant son service militaire.

### Formation
Son premier album studio, OutRun, est sorti en 2013 et a généralement reçu des critiques positives. Pour Metacritic, qui attribue une note normalisée sur 100 à partir de différents supports, l’album obtient une moyenne de 75 à partir de 12 critiques. Le concept de OutRun est l'histoire de Kavinsky, un jeune homme qui s'est tué en Ferrari Testarossa en 1986 et qui réapparaît en zombie producteur de musique en 2006.

### Carrière
Principalement artiste de scène, avec par ailleurs un nombre assez limité de productions personnelles, Kavinsky se fait néanmoins remarquer au début des années 2010 par le public spécialisé et les professionnels du secteur, notamment grâce à l'utilisation de sa composition pour le film Drive en 2011, après avoir sorti précédemment de façon plus confidentielle deux EP, intitulés Teddy Boy (2006) et 1986 (2007), sur le label Record Makers.
Kavinsky a été remixé à plusieurs reprises par des artistes comme Mr. Oizo, Arpanet, A-Trak ou encore SebastiAn. En 2007, il partage la scène avec Klaxons et SebastiAn en première partie de la tournée mondiale de Daft Punk.
En 2010, il sort Nightcall, son nouvel EP, produit par Guy-Manuel de Homem-Christo des Daft Punk. Il s'agit d'un duo avec Lovefoxxx du groupe CSS. Nightcall apparaît notamment sur la bande originale du film Drive. Le titre se hisse à la dixième place des ventes. Fin 2010, dans une interview, il annonce qu'il travaille avec son ami SebastiAn sur son prochain album.
En avril 2012, son titre Odd Look est dévoilé et est utilisé dans une publicité pour Mercedes-Benz. En novembre de la même année, Roadgame est utilisé dans la publicité du jeu vidéo Hitman Absolution. En décembre, ce même morceau Roadgame est également utilisé dans une publicité Mercedes-Benz avant de paraître sur l'album Outrun quelques mois plus tard, le 22 février 2013. Un EP intitulé Protovision sort le 25 février 2013, il accompagne la sortie de l'album OutRun.
Début janvier 2013, Kavinsky révèle via son compte Twitter sa participation à la bande sonore du jeu vidéo Grand Theft Auto V dans lequel il animerait une radio consacrée aux musiques électroniques, mais pour une raison inconnue, la radio qu'il devait animer dans le jeu, Nightride FM, ne fait pas partie de la version finale.
À l'occasion des 30 ans de la chaîne privée Canal + en 2014, le compositeur français revient sur le devant de la scène grâce au titre Sovereign, un inédit cependant joué lors de sa tournée The OutRun Live Tour.
En 2024, Kavinsky se produit à la cérémonie de clôture des Jeux olympiques de Paris 2024 en interprétant la chanson Nightcall avec Angèle et le groupe Phoenix. Il se produit également à la cérémonie de clôture des Jeux paralympiques de Paris 2024 avec la chanson Roadgame au côté de nombreux autres DJ français.

### Au cinéma
En 2001, il débute comme acteur dans Nonfilm, premier moyen-métrage de son ami compositeur Quentin Dupieux, plus connu sous le pseudonyme de Mr. Oizo. Il y interprète un des rôles principaux aux côtés de Sébastien Tellier, musicien lui aussi. Il refera l'acteur à l'occasion, toujours dans des productions en marge et lorgnant vers l’humour absurde. Ainsi, la même année, il apparaît dans le clip de Benjamin Diamond Fit Your Heart, réalisé par Béchir Jouini. Il jouera aussi un petit rôle dans Aaltra, de Benoît Delépine et Gustave Kervern (2003), avant d'interpréter un garagiste joueur de petites cuillères dans Atomik Circus, le retour de James Bataille de Didier et Thierry Poiraud sorti en 2004. C’est sur ce tournage qu’il rencontre le réalisateur et acteur belge Bouli Lanners, qui l’embauche pour Ultranova sorti en 2005. En 2007, il obtient son véritable premier grand rôle en incarnant Dan, le chef de la bande des Chivers, dans Steak, de Quentin Dupieux avec Éric et Ramzy puis dans Banger, de So Me.

## Distinctions
- Chevalier de l'ordre des Arts et des Lettres (2025)

## Discographie

### Album
| Titre  | Détails                                                                                | Positions | Positions | Positions | Positions | Positions |
| Titre  | Détails                                                                                | FRA       | ALL       | BEL (FL)  | BEL (WAL) | SUI       |
| ------ | -------------------------------------------------------------------------------------- | --------- | --------- | --------- | --------- | --------- |
| OutRun | - Sortie: 22 Février 2013 - Label: Record Makers - Formats: CD, Téléchargement, Vinyle | 2         | —         | 37        | 28        | 38        |
| Reborn | - Sortie : 25 mars 2022 - Label: Record Makers - Formats: CD, Téléchargement, Vinyle   | 13        | 64        | 172       | 20        | 32        |

### Singles
| Titre                                        | Année | Positions | Positions | Positions | Positions | Album     |
| Titre                                        | Année | FRA       | BEL (FL)  | BEL (WAL) | SUI       | Album     |
| -------------------------------------------- | ----- | --------- | --------- | --------- | --------- | --------- |
| Nightcall (featuring Lovefoxxx)              | 2010  | 10        | 28        | 16        | —         | OutRun    |
| Roadgame                                     | 2012  | 12        | —         | —         | 74        | OutRun    |
| ProtoVision                                  | 2012  | 52        | —         | —         | —         | OutRun    |
| Odd Look (featuring SebastiAn)               | 2013  | 46        | —         | —         | —         | OutRun    |
| Blizzard                                     | 2013  | 167       | —         | —         | —         | OutRun    |
| Odd Look (featuring The Weeknd)              | 2013  | —         | 18        | 10        | —         | Kiss Land |
| Renegade (featuring Cautious Clay)           | 2021  | —         | —         | —         | —         | Reborn    |
| Zenith (featuring Prudence et Morgan Phalen) | 2022  | —         | —         | —         | —         | Reborn    |
| Cameo (featuring Kareen Lomax)               | 2022  | —         | —         | —         | —         | Reborn    |
| Nightcall (avec Angèle et Phoenix)           | 2024  | 3         | 15        | 32        | 37        |           |

### Remixes
- 2007 : Klaxons - Gravity's Rainbow (Kavinsky Remix)
- 2008 : Sébastien Tellier - Roche (Kavinsky Remix)
- 2011 : SebastiAn - Embody (Kavinsky Remix)

## Filmographie

### Clips
| Année | Artiste           | Titre                    |
| ----- | ----------------- | ------------------------ |
| 2000  | Benjamin Diamond  | Fit Your Heart           |
| 2000  | Mr. Oizo          | Analog Worms Attack      |
| 2001  | Sébastien Tellier | Oh malheur chez O'Malley |
| 2005  | Mr. Oizo          | Stunt                    |
| 2011  | Cassius           | I Love U So              |

### Cinéma
| Année | Titre                                      | Réalisateur(s)                    | Rôle                                |
| ----- | ------------------------------------------ | --------------------------------- | ----------------------------------- |
| 2001  | Nonfilm                                    | Quentin Dupieux                   | Patt                                |
| 2003  | Aaltra                                     | Gustave Kervern & Benoît Delépine | Agent SNCF                          |
| 2004  | Atomik Circus, le retour de James Bataille | Didier Poiraud & Thierry Poiraud  | Boon / Ricardo Bello-Radio Skotlett |
| 2005  | Ultranova                                  | Bouli Lanners                     | Verbrugghe                          |
| 2007  | Steak                                      | Quentin Dupieux                   | Dan                                 |
| 2025  | Banger                                     | So Me                             | Vendeur disquaire                   |

### Bandes originales

#### Cinéma
| Année | Titre              | Réalisateur(s)       | Chanson utilisée |
| ----- | ------------------ | -------------------- | ---------------- |
| 2011  | La Défense Lincoln | Brad Furman          | Nightcall        |
| 2011  | Drive              | Nicolas Winding Refn | Nightcall        |

#### Jeux vidéo
| Année | Titre                      | Plateforme                                    | Chanson utilisée                       |
| ----- | -------------------------- | --------------------------------------------- | -------------------------------------- |
| 2007  | Gran Turismo 5 Prologue    | PlayStation 3                                 | Testarossa Autodrive (SebastiAn Remix) |
| 2008  | Grand Theft Auto IV        | PlayStation 3, Xbox 360, Microsoft Windows    | Testarossa Autodrive (SebastiAn Remix) |
| 2008  | Midnight Club: Los Angeles | PlayStation 3, Xbox 360, PlayStation Portable | Wayfarer                               |
| 2013  | Kavinsky                   | Application mobile, MacOS, Microsoft Windows  | Album OutRun                           |
| 2013  | Gangstar: Vegas            | Application mobile                            | Nightcall                              |